# Свинцово (Владимирская область)
Свинцово — деревня в Петушинском районе Владимирской области России, входит в состав Петушинского сельского поселения.

## География
Деревня расположена на берегу реки Большая Липня в 23 км на север от райцентра города Петушки.

## История
В конце XIX — начале XX века деревня входила в состав Короваевской волости Покровского уезда. В 1859 году в деревне числилось 28 дворов, в 1905 году — 38 дворов.
С 1929 года деревня входила в состав Рождественского сельсовета Петушинского района, с 1939 года — в составе Воспушкинского сельсовета, с 2005 года — в составе Петушинского сельского поселения.

## Население
| 1859 | 1905 |
| ---- | ---- |
| 178  | 261  |

| 1859 | 1905 | 1926 | 2002 | 2010 | 2021 |
| ---- | ---- | ---- | ---- | ---- | ---- |
| 178  | ↗261 | ↘161 | ↘1   | ↘0   | →0   |